# Trochalus miniaticollis
Trochalus miniaticollis är en skalbaggsart som beskrevs av Moser 1916. Trochalus miniaticollis ingår i släktet Trochalus och familjen Melolonthidae. Inga underarter finns listade i Catalogue of Life.